# 아이게우스

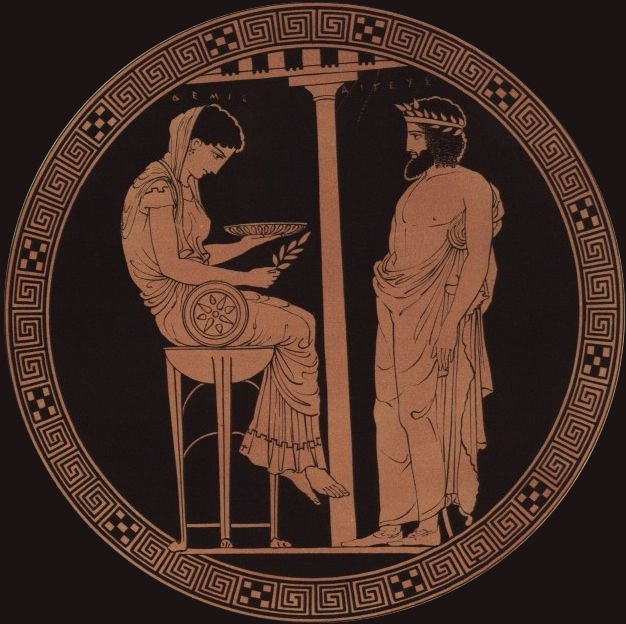

아이게우스(그리스어: Αἰγεύς)는 아테네의 왕이었다. 아이게우스는 아테네 국왕 판디온 2세와 필리아의 아들이었다. 형제로는 뤼코스, 니소스, 팔라스, 에우리메돈 등이 있었다.

## 생애
그리스 신화에서 아이게우스는 아테네의 창건 신화에 나오는 고대 인물이다. 그의 이름을 따서 에게해의 이름이 지어졌으며, 이 양(羊)인간은 포세이돈과 함께 테세우스의 아버지일 확률이 있다.
그는 그의 아버지 판디온 2세가 죽은 후에, 바로 왕위를 승계하지 못했고 숙부 메티온에 의해 축출되었다가, 성인이 된 후에 그들을 몰아내고 왕위를 승계했다는 전승도 있다. 아이게우스와 그의 3형제 팔라스, 니소스와 뤼코스는 숙부 메티온으로부터 아테네를 회복하였다. 그들은 정부를 넷으로 나누었고 아이게우스는 아테네의 왕이 되었다. 그의 첫 아내는 아티카 귀족의 딸 메타였고 둘째 아내는 클리메노스의 딸 칼키오페였다.
두 번 결혼하였고 두 번 이혼하였으나 아들이 없자 동생인 팔라스와 그의 50명의 아들들은 아이게우스의 자리를 노렸다. 형제인 뤼코스가 외손자 벨레로폰은 보도록 아들이 없었다. 두 번 결혼하였으나 상속자가 없었던 아이게우스는, 델파이의 아폴론 신전을 찾아 현자에게 조언을 구하였다. 아테네로 돌아가기 전까지 술병마개를 열지 말라는 예언과, 병마개를 열면 아이게우스의 아들을 보리라는 이상한 계시를 받았다.
아이게우스는 술에 취해서 테세우스를 얻은 트로이젠을 거쳐 아테네로 돌아왔다. 트로이젠의 왕이자 자신의 친구인 피테우스의 호의로 하루 묵어갈 때 자신의 잠자리 옆에 피테우스의 딸 아이트라와 동침하였고, 출발할 때 궁전의 기둥 돌 아래에 부러진 칼과 샌들 한 짝을 묻고 사내아이가 태어나면 들게 하여 징표와 함께 보내라고 하였다.
메데이아는 이아손을 떠나 테세우스의 아버지인 아테네 왕 아이게우스 1세와 결혼한다. 테세우스가 찾아오자 그가 아이게우스의 자식임을 알아보고는 독주를 먹여 죽이려다가 실패하고 아들인 메도스와 함께 아테네를 떠난다. (메도스가 아이게우스의 아들이라는 설과 이아손의 아들이라는 설이 있다.)
테세우스의 옆구리에 있던 부러진 칼과 샌들을 보고 아들임을 알아보고 그를 후계자로 선포하였다. 테세우스는 미노아에 공물로 바쳐지는 일곱 명의 소년 소녀들의 한사람으로 자청하였고, 아이게우스는 살아 돌아올 때는 흰 돛을 달라고 주문하였다.
아들이 크레타로 간 뒤 계속 아크로폴리스 언덕에 올라 아들의 생환을 기대하였다. 그러나 흰 돛 대신 검은 돛이 달려 있자 아들이 죽은 것으로 알고 좌절하여 아크로폴리스 언덕에서 투신 자살하였다. 이때부터 바다 이름을 에게해(아이게우스 해)라 불리게 되었다 한다.

## 같이 보기
- 아테네
- 에게해
- 테세우스